# Лов у Босни (филм)
Лов у Босни (енгл. The Hunting Party — досл. „ловачка забава”, „забава у лову”; „забавни лов”) амерички је акциони авантуристички трилер (са елементима политичког активизма и црне сатире) из 2007. године. Главне улоге су Ричард Гир, Теренс Хауард, Дајана Кругер, Џеси Ајзенберг и Љубомир Керекеш. Радни наслов филма је био Пролећни распуст у Босни (енгл. Spring Break in Bosnia), а промењен је током постпродукције у тренутни.
Светска премијера филма је била 3. септембра 2007. године на 64. Венецијанском интернационалном филмском фестивалу. Филм је био велико комерцијално разочарење на домаћем тржишту, уз зараду од само 969.869 $ у америчким биоскопима.

## Радња
Филм почиње дисклејмером „Само најлуђи делови ове приче су истинити.”.
Након година проведених пратећи оружане сукобе један за другим, амерички новинар Сајмон Хант (Гир) долази у Босну и Херцеговину почетком 1994. ради извештавања о Рату у БиХ. Упоредо с послом, успео је да се побрине за себе на љубавном плану: ушао је у везу са Муслиманком, која је остала трудна с његовим дететом. Међутим, у касном стадијуму њене трудноће, њу и бебу су силовале и убиле српске снаге при заузимању села Поље у којем је живела. Пошто је нашао леш, Сајмон је постао жељан освете политичком вођи Срба из БиХ — Драгославу Богдановићу, познатом као „Лисац”.
Извештавајући о гнусном догађају касније истог дана укључењем уживо на телевизију за коју ради, Сајмон се разбесни након изјаве ТВ водитеља Френклина Хариса (Бролин) како је српски напад можда био реакција на муслиманску провокацију нападом унутар села. Резултат његовог упропашћавања преноса уживо је губитак посла и силазна путања новинарске каријере. Док се професионални утицај Сајмона смањује, супротно се дешава с његовим дугогодишњим камерманом Даком (Хауард). Дак добија лакши посао за телевизију, а Ханта шаљу из једног у други рат; ради као фриленсер, у покушају да се врати на неку од америчких ТВ мрежа.
У јесен 2000, Дак, сада професионалац, путује за Сарајево да би направио „паф-пис” (ТВ извештај са претераним промовисањем догађаја) за Харисов урадак о петој годишњици потписивања Дејтонског споразума. Дошао је са младим новинаром који студира на Харварду и који је син потпредседника телевизије, Бенџамином (Ајзенберг). Дак се сусреће са својим старим другом Сајмоном. Некада звезда америчког извештавања на телевизијама, Сајмон је до дана-данашњег постао очајни полупијани циник приморан на стварање фриленс извештаја за слабо финансиране прилоге у државама попут Јамајке или Пољске.
Све време Сајмон тражи довољно велику причу која би му вратила осећај кредибилитета. Говори Даку да је, преко извора, лоцирао Богдановића; овај је тражен у свету због почињења ратних злочина, а награда за привођење је 5 милиона долара. Сајмонова прича је да само жели интервју са бегунцем... Лисац наводно живи у селу Челебићи у Републици Српској, близу границе с Црном Гором. Многе приче круже о њему, а једна од њих је да воли да иде у лов на лисице (по чему је и добио надимак), као и да је главни у његовом обезбеђењу психопата који на челу има истетовирану ћириличку поруку да је „умро пре рођења”.
Уверен Сајмоновом аргументацијом, Дак пристаје да снима интервју, а прикључује им се и Бенџамин. На путу, Сајмон признаје да је његов стварни план да ухвати Лисца како би се дочепао награде — за шта Дак и Бенџамин сматрају да је сулудо и за разматрати. Док се сусрећу са људима, групу прозивају ударним одредом Ције; међу онима који овако мисле је полиција УН и сами Срби. У једном моменту, на предлог Бенџамина, новинари сами и почну лажно тврдити да су агенти Ције, користећи ово као претњу да би избегли плаћање рачуна. Међутим, Борис (Иванир), командант локалних јединица УН, ставља их у контакт са женом, која каже да је била у романтичној вези са Срђаном — Лишчевим главним чуваром.
Сајмон, Дак и Бенџамин су упали у заседу чувара Лисца, а потом одведени у колибу где треба да буду смакнути. Срђан се, машући својом секиром, припрема да болно убије тројку. У последњем моменту, тим атентатора Ције, које је послао Борис, упада у колибу и спасава новинаре, али Лисац бежи. Новинарима убрзо постаје очигледно да постоје људи, чак и у међународној заједници, којима није у циљу да се Лисац нађе пред судом.
Ција наређује новинарима да се укрцају на авион с дестинацијом САД, али они беже да испуне своју мисију. Ухвате Лисца док је био у лову, без својих чувара. Потом га пусте везаних руку у селу Поље, препуном преживелих чланова породица његових ратних злочина; ту га линчује мафијаш жељан освете.
Док се филм завршава, пре завршног приписивања заслуга, на екрану се појављује црни кадар са исписаном следећом поруком:
У теорији, званични лов на ратне злочинце у Босни настављен је до дана-данашњег... Међутим, двојица најтраженијих људи — Радован Караџић и Ратко Младић, настављају да умичу САД, Уједињеним нацијама, Европској унији, НАТО-у, Хагу и свом цивилизованом свету који тврди да их тражи. У десет година колико је Радован Караџић био у бекству, објавио је две књиге и једну представу. Можда да међународна заједница отвори летње позориште... Али они су вероватно презаузети „тражењем” Осаме бин Ладена.
Ратко Младић је ухапшен 26. маја 2011. године, а Караџић у Београду 21. јула 2008. године и доведен пред београдски суд за ратне злочине неколико дана после.
Филм завршава у монтажи људи и догађаја који су се нашли у њему, уз поднаслове попут „Стварно су постојали” код слика разних ликова. Док иде приписивање заслуга, стари Сарајлија свира гитару.

## Постава
| Глумац                | Улога                               |
| --------------------- | ----------------------------------- |
| Ричард Гир            | Сајмон Хант                         |
| Теренс Хауард         | Дак                                 |
| Џејмс Бролин          | Френклин Харис                      |
| Џеси Ајзенберг        | Бенџамин Страус                     |
| Љубомир Керекеш       | др Драгослав Богдановић „Лисац”     |
| Кристина Крепела      | Марта                               |
| Дајана Кругер         | Мирјана                             |
| Марк Иванир           | Борис, командант локалног УН-а      |
| Александра Грдић      | девојка из поткровља Трајбеке       |
| Здравко Кочевар       | Саша                                |
| Снежана Марковић      | Уна                                 |
| Горан Костић          | Срђан, главни чувар Лисца           |
| Р. Махалакшми Девараџ | Миријам                             |
| Џој Брајант           | Дакова девојка                      |
| Дамир Шабан           | Герт                                |
| Нитин Ганатра         | Екнат Барвани, индијски официр УН-а |
| Дилан Бејкер          | човек из Ције                       |

## ЧланакЕсквајера
Трејлер за филм Лов у Босни са сетом у овом делу БиХ каже да је „заснован на истинитој причи”. Филм је, тачније, веома слабо заснован на догађајима представљеним у чланку часописа Есквајер, америчког новинара Скота Андерсона. Објављен у октобру 2000. под насловом „Шта сам радио за свој летњи одмор” (енгл. What I Did on My Summer Vacation), чланак говори о групи пет западњачких ратних репортера који су се поново окупили у Сарајеву током априла 2000. и, уз неколико пића у локалном бару једне вечери лабаво одлучили да покушају да ухвате оптуженог ратног злочинца и бегунца Радована Караџића. Поред Андерсона, групу је чинило још двоје Американаца, Себастијан Јунгер и Џон Фок, као и Холанђанин Харалд Дорнбос и Филип Депрез из Белгије. Осим алкохола, полазна тачка за њихов „лов” био је чланак у локалним предоминантно муслиманским новинама Слободна Босна, које су познате по сензационалистичком извештавању и објави да је Караџић, поред својих добро наоружаних чувара, виђен у селу Челебићи у Републици Српској (данас већински Србима насељеном ентитету БиХ).
Пре него што су отишли у Челебиће, група пет новинара прво је дошла у оближњи град Фочу, где су се посаветовали са локално стационираним особљем УН. Ускоро су запали за око лоше обавештеном локалном званичнику УН из Украјине, који је постао уверен да су они екипа на тајном задатку послата да пресретне Караџића; одлучио је да им помогне стављајући их у контакт са високо рангираним полицијским службеником српске тајне службе. Новинари су одлучили да прихвате понуду и када су се вратили из оскудне посете Челебићима, уговорили су састанак са српским полицајцем, који је такође био уверен да је у питању Цијин тим Блек оперејшонс (енгл. Black Operation). Он је тврдио да зна приватно шта и где Караџић ради, а заузврат што би га одао тражио је амерички пасош за себе, своју супругу и њихових четворо деце, као и део награде.
Иако нису уопште били уверени искреношћу нити украјинског званичника УН нити српског полицајца, новинари су одлучили да оду корак даље, тако покрећући ланац догађаја који је на крају довео до тога да се локални званичници НАТО, Америчка амбасада, па чак и највиши амерички безбедносни прекоокеански званичници, укључе у случај.
Закључак Скота Андерсона на крају чланка био је да су УН и НАТО имали мало драгоценог интересовања у проналазак Караџића, али су чак и активно саботирали било какве могуће покушаје хапшења унутар својих овлашћења.
Када је откривен, Караџић је био маскиран и сам.
Јунгер, Фок, Дорнбос и Депрез имају камео улоге у филму као неименовани новинару у позадини.

## Пријем

### Америка
Критичка реакција је била помешана. Филмски критички сајт Rotten Tomatoes дао је рејтинг 54% („труо”), на основу 92 рецензије (септембар 2019). Агрегирани консензус каже: „Лов у Босни је тонално чудан: помера се из црне сатире до озбиљног политичког трилера што ствара неуједначен филм, упркос најбољим напорима од протагониста.”

Сајт Metacritic показао је рејтинг 54 од 100, квалификујући филм оценом „просечне или помешане критике”, на основу 22 рецензије. Њујорк тајмсов рецензент Манола Даргис о филму је рекао: „Неуспешна, неисправна потенцијална сатира.” Овен Глајберман из Ентертејнмент виклија изјавио је, с друге стране: „Оно што Лов у Босни чини оригиналном, гонзо претњом је начин на који Шепард представља тон филма негде између лако окидљиве истражне опасности и директне раздраганости из Хоуп/Крозбијеве слике.” Елвис Д’Силва из Редиф Индије, у свом чланку „Неуспела забава” (енгл. Fails to entertain), довео је у питање колико филм одражава реалност Рата у БиХ.
Ричард Гир је промовисао Лов у Босни гостовањима у Касном програму с Дејвидом Летерманом и Касно у ноћ са Конанон О’Брајеном. Како год, испоставило се да је филм комерцијално разочарење на домаћем тржишту, уз зараду од само 969.869 долара у америчким биоскопима.
Почетак приказивања је био слаб, само четири биоскопа у Њујорку и Лос Анђелесу (7. септембар 2007). Постепено је приказивање проширено у друге делове САД (током уследелих недеља), прво на 40 а онда 329 биоскопа. Биоскопско приказивање у САД је завршено око шест недеља након првобитног.

### Европа
Готово у исто време када и у САД, Лов у Босни је имао и премијеру у Турској (14. септембар 2007). У овој земљи је објављен под насловом Av Partisi (Ловачка забава), а током прва два месеца приказивања у биоскопима донео је зараду од 424.048 долара.
Следело је приказивање у Немачкој (29. новембар 2007), где је филм изашао под насловом Hunting Party – Wenn der Jäger zum Gejagten wird (Ловачка забава: Када ловац постане ловина) и у биоскопима донео зараду од 203.705 долара у само месец дана.
Дана 29. новембра 2007, филм је такође изашао у Хрватској. Излазак у овој земљи је нарочито значајан јер је већи део филма сниман тамо, а једина два нехоливудска глумца међу битним улогама у филму су Хрвати Кристина Крепела и Љубомир Керекеш. Међутим, филм је добио углавном млаке критике хрватских медија. Јутарњи лист, мејнстрим издање у Хрватској, преко рецензента Ненада Полимца критиковало је утеловљење зликовца Лисца као стереотипског холивудског негативца, сугеришући да би крајњи резултат био чак много бољи да је филм снимљен од речи до речи према оригиналном чланку Андерсона без примене холивудске школе. Додатно, Полимчева рецензија жали за данима када су тамо снимани „престижни филмови” попут Виолинисте на крову и Софијиног избора. Филм није прошао ништа боље ни у хрватском сајберпростору, јер Бошко Пицула из Филм ха-ера каже: „[У]пркос глаткој радњи, заокруженим ликовима, похвалним покушајима остварења особине генијалности, те добородошлог апсурда флертовања, Лов у Босни не успева све то да склопи у једну логичку целину.” Филм магов критичар Роберт Јукић филм у целини види као „интересантно замишљен, али лоше остварен”. Нема података о заради у Хрватској.
Излазак филма у Федерацији БиХ, где је филм делимично сниман, првобитно је био планиран за 7. децембар 2007, али дан пред премијеру је одгођен за недељу дана због техничких потешкоћа. Филм је објављен 14. децембра 2007, уз премијеру у сарајевском кину Митинг поинт којој је присуствовао сценариста Златко Топчић, као и режисери Данис Тановић и Елмир Јукић, глумци Мирај Грбић, Снежана Марковић и Семир Кривић (све троје су имали мање улоге у филму: лопов, Уна и конобар, редом), те политичар Бакир Изетбеговић. Филм је добио генерално позитивне критике у бошњачким босанскохерцеговачким медијима, а Анила Гајевић из Дневног аваза указала је на „важну политичку поруку” и пример „америчке фикције са наглашеним алтруизмом”. Средином јануара 2008, филм је објављен и у Републици Српској, где га је публика увелико игнорисала; премијера у бањолучком биоскопу Козара имала је мање од 15 људи. Рецензије у српским медијима биле су углавном негативне: Независне новине тј. Давор Павловић упућује на „лошу режију” и закључује да је главни пропуст „нетретирање тематике довољном озбиљношћу и неподизање драматуршког нивоа изнад оног типичног холивудског акционог филма”.

## Премијере
Филм је објављен у целом свету, с премијером у највећем броју земаља током 2007. и 2008. године:
| Датум               | Држава              | Напомене                                                                                                   |
| ------------------- | ------------------- | --- |
| 7. септембар 2007.  | САД                 | Првобитно приказан на четири екрана у Њујорку и Лос Анђелесу; прво приказивање завршено након шест недеља. |
| 14. септембар 2007. | Турска              | Av Partisi; зарада 424.048 $ за два месеца.                                                                |
| 4. октобар 2007.    | Израел              | (Тренутно нема података.)                                                                                  |
| 29. новембар 2007.  | Немачка             | Hunting Party – Wenn der Jäger zum Gejagten wird; зарада 203.705 $ за један месец.                         |
| 29. новембар 2007.  | Хрватска            | |
| 14. децембар 2007.  | Босна и Херцеговина | Датум изласка у ФБиХ; изашао средином јануара 2008. у РС.                                                  |
| 27. децембар 2007.  | Аустрија            | Филм се приказивао у биоскопима до средине јануара 2008; зарада 52.967 $.                                  |
| 3. јануар 2008.     | Словенија           | |
| 4. јануар 2008.     | Шпанија             | |
| 25. јануар 2008.    | Румунија            | |
| 31. јануар 2008.    | Русија              | |
| 6. март 2008.       | Португалија         | |
| 13. март 2008.      | Аргентина           | |
| 30. април 2008.     | Италија             | |
| 10. мај 2008.       | Јапан               | |
| 8. август 2008.     | Бразил              | |
| 12. децембар 2008.  | Индија              | |

## Саундтрек
Шепард је одабрао лосанђелеског филмског композитора Ролфа Кента да створи комплетну оркестарску музику. Кент је одговорио на Шепардов захтев локално врло обојеног саундтрека, користећи балканске мотиве и ударачке инструменте. Кент је користио музику алжирског певача Рашида Тахе, песма Barra Barra с његовог албума Made in Medina, који је већ коришћен у филму Пад црног јастреба из 2001; песма Пусти, пусти моду српског певача Здравка Чолића такође је коришћена као музика филма, као и материјал Брајана Кејна са Омаром Фаруком Текбилеком. Саундтрек албум је издао 2007. Лејкшор рекордс.